# Kepuren
Kepuren is een bestuurslaag in het regentschap Serang van de provincie Banten, Indonesië. Kepuren telt 4857 inwoners (volkstelling 2010).